# Psychotria laurentii
Psychotria laurentii är en måreväxtart som beskrevs av De Wild.. Psychotria laurentii ingår i släktet Psychotria och familjen måreväxter. Inga underarter finns listade i Catalogue of Life.